# Le Thuit-Anger
 Le Thuit-Anger  là một xã thuộc tỉnh Eure trong vùng Normandie miền bắc nước Pháp.